# Gaststättenrecht
Der Begriff Gaststättenrecht leitet sich daraus ab, dass in den meisten Bundesländern der Betrieb einer Gaststätte eine besondere Erlaubnis erfordert oder durch Gesetze und Verordnungen besondere Überwachungsregeln erlassen sind. Es handelt sich also regelmäßig um zusätzliche Sondervorschriften im Rahmen des übergeordnet geltenden Gewerberechts (lex specialis).
Darüber hinaus können unter diesem Begriff alle Vorschriften auch aus weiteren Rechtsgebieten zusammengefasst werden, die der Betreiber einer Gaststätte über die allgemeinen gewerberechtlichen Regelungen hinaus für sein spezielles Gewerbe zu beachten hat. Für Beherbergungsbetriebe gilt meistens das Gaststättenrecht gleichermaßen, besonders soweit sie eigene, öffentliche Gastronomie betreiben, allerdings kann es zum Umstand der Beherbergung selbst noch spezielle Rechtsvorschriften geben. Die Summe dieser Vorschriften ließe sich unter den Begriff Gastronomierecht zusammenführen, der aber nicht gebräuchlich ist.

## Übergang in die Ländergesetzgebung
Im Zuge der Föderalismusreform 2006 wurde in Deutschland den Bundesländern die Gesetzgebungskompetenz für das Gaststättenrecht übertragen. Das Gaststättengesetz des Bundes vom 5. Mai 1970 behält seine Gültigkeit, soweit ein Land nicht durch Erlass eines eigenen Gaststättengesetzes seine Kompetenz gebraucht. Seither haben mehrere Bundesländer eigene Gaststättengesetze als Landesrecht erlassen.
Inhaltlich ändert der Übergang vom Bundes- zum Landesrecht wenig an der grundsätzlichen Ausgestaltung. Unterschiede bestehen insbesondere in verschiedenen Regelungen des Nichtraucherschutzes, der meist in weiteren Landesgesetzen außerhalb des GaststättenG mit entsprechenden Rauchverboten geregelt wird, und oft darin, dass bloß noch eine Anzeige / Anmeldung nötig ist mit der Befugnis und Pflicht der Überwachungsbehörde, das Gewerbe auf Untersagungsgründe zu prüfen.

## Gaststättengesetz

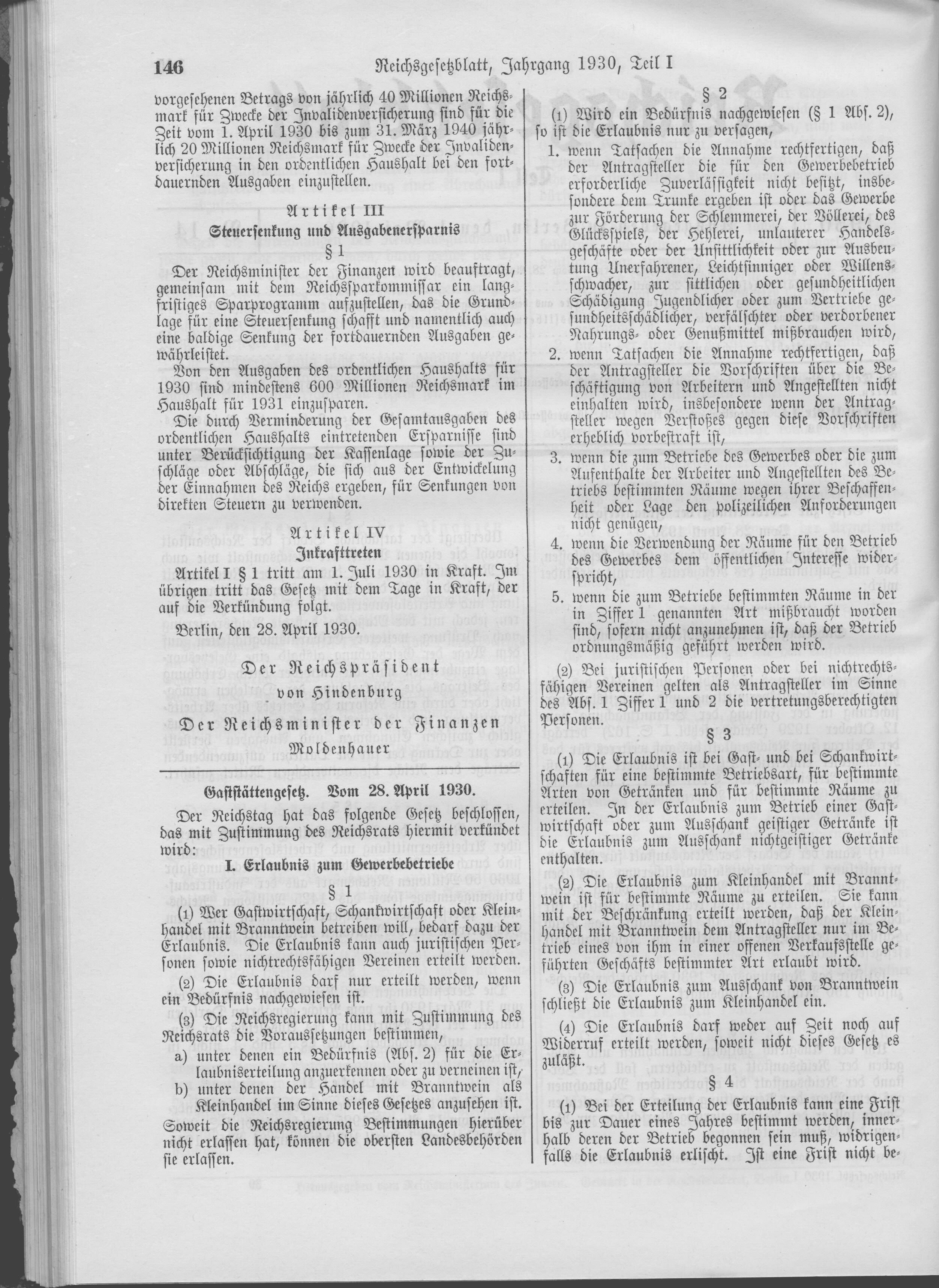
Gaststättengesetz vom 28. April 1930

Die Gaststättengesetze regeln insbesondere die Voraussetzungen für die Erteilung, die Versagung, den Widerruf oder die Rücknahme einer Gaststättenerlaubnis (Konzession) oder -gestattung und den Umfang der Erlaubnis evtl. unter Auflagen oder Bedingungen. In den Landesgaststättenverordnungen oder -gesetzen ist das Verfahren geregelt mit den benötigten Nachweisen geregelt.

### Gaststättenerlaubnis (Konzession)
In deutschen Bundesländern, die keine landesrechtliche Regelung erlassen haben, gilt folgendes: Es bedarf (abgesehen von seiner Gewerbeanmeldung und weiterer Erfordernisse zum Beispiel nach dem Baurecht) gemäß § 2 Absatz 2 GastG der Erlaubnis nicht, wer (bloß) alkoholfreie Getränke, unentgeltliche Kostproben, zubereitete Speisen oder in Verbindung mit einem Beherbergungsbetrieb Getränke und zubereitete Speisen an Hausgäste verabreicht. Die Erlaubnis wird dem / der Gewerbetreibenden persönlich erteilt; will man sich darin vertreten lassen will, muss eine Stellvertretererlaubnis beantragt werden. Bei Übernahme eines bestehenden Betriebs wird meist eine vorläufige Erlaubnis (z. B. § 11 GastG) erteilt und im folgenden Verfahren erfolgt nicht unbedingt auch eine baurechtliche Prüfung.
Voraussetzungen einer Erlaubnis sind in der Regel die Vorlage eines Führungszeugnisses, eine Unbedenklichkeitsbescheinigung des Finanzamts sowie der Nachweis einer gaststätten- und lebensmittelrechtlichen Sachkunde oder entsprechenden Schulung/Unterweisung, welche zum Beispiel die Industrie- und Handelskammern durchführen.

### Zuverlässigkeit des Betreibers
Über die allgemeinen Zuverlässigkeitsanforderungen des Gewerberechts hinaus stellt das GastG besondere Anforderungen: Unzuverlässig nach § 4 GastG ist zum Beispiel, wer „dem Trunke ergeben ist“ oder befürchten lässt, „dem Alkoholmissbrauch, der Hehlerei oder dem verbotenen Glücksspiel Vorschub zu leisten“. Im Fall nachgewiesener oder zu erwartender Unzuverlässigkeit ist die Gaststättenerlaubnis zu versagen oder nachträglich zurückzunehmen.
Diese zusätzliche persönliche Eigenschaft nach Gaststättenrecht kann für den Gastwirt eine ständige Bedrohung seiner Geschäftsgrundlage bedeuten. Der Begriff der Unzuverlässigkeit ist nämlich nicht eindeutig gesetzlich, sondern vor allem durch die Rechtsprechung näher bestimmt. Während Steuerrückstände, das Vorenthalten und Veruntreuen von Sozialversicherungsbeiträgen oder Verurteilungen wegen nicht unerheblicher Straftaten deutlich zur Vermutung der Unzuverlässigkeit führen, könnte im Gastgewerbe auch nach Häufung von Ordnungswidrigkeiten (Lärmbelästigung, Nichtraucherschutz) oder Unaufmerksamkeiten nach Alkoholmissbrauch einzelner Gäste so eine Vermutung konstruiert werden.

## Besondere Bestimmungen
Unabhängig davon, ob ein gastronomischer Betrieb erlaubnispflichtig ist, gilt für ihn eine Vielzahl weiterer Vorschriften. Wie bei allen Gewerbebetrieben kann das europäische Recht, das Bundes-, Landes und Kommunalrecht Rechtsfolgen auslösen, wie etwa eine Satzung zur Abfallentsorgung. Insoweit umfasst der Begriff Gaststättenrecht ein weites und für manche Wirte vielleicht unübersichtliches Feld, das sich ständig wandelt und schwer in abschließende Kategorien zu fassen ist. Im Zweifel empfiehlt sich ein Kontakt zur örtlichen Gewerbeaufsichtsbehörde, zum Gewerbeamt und zur IHK.

### Lebensmittelrecht
Im Lebensmittelrecht ist eine Vielzahl von Vorschriften verankert, die vor allem dem Schutz der Verbraucher vor Täuschung und der Lebensmittelsicherheit (Hygiene) dienen. 

Dies betrifft besonders Form und Inhalt der Speisekarten, mit der das Angebot öffentlich gemacht wird und die in Verkehr gebrachten Lebensmittel gekennzeichnet werden. Zur Gefahrenabwehr ist der Umgang mit Lebensmitteln mit ihrer Herstellung, Verarbeitung und ihrer Abgabe geregelt. Kontrollen hat der Wirt als Lebensmittelunternehmer nach § 42 LFGB zu dulden und daran durch Unterstützung der Kontrolleure und Auskünfte mitzuwirken. Diese Kontrolle obliegt den Lebensmittelüberwachungsbehörden als Polizeibehörde, in einigen Bundesländern sind das die Gesundheitsämter.
Mit der bis 2007 geltenden Lebensmittelhygiene-Verordnung wurde den Lebensmittelunternehmern eine umfassende Verantwortung im Rahmen des Konzepts Gefahrenanalyse und kritische Kontrollpunkte (HACCP) zugewiesen, wie sie europaweit auch durch die Verordnung (EG) Nr. 178/2002 geregelt ist. Der gesamte Bereich betrieblicher Hygiene, des Lebensmittelverkehrs, der Lagerung und Verarbeitung sowie der Abfallentsorgung ist im Rahmen angemessener Eigenkontrollen dauerhaft zu überwachen und vor allem nachvollziehbar zu dokumentieren. Insbesondere ist die Rückverfolgung aller verwendeten Lebensmittel zum jeweiligen Lieferanten jederzeit zu gewährleisten. Inzwischen ist die Lebensmittelhygiene weitgehend durch unmittelbar geltendes EU-Recht geregelt, während die LMHV nur noch allgemeine Anforderungen an Hygiene und Schulung sowie besondere bundesdeutsche Regelungen beispielsweise für Kleinmengen wie etwa für den Umgang mit Fleisch vom Jäger oder Fischer enthält.
Die Einhaltung und Dokumentation dieser Hygienestandards, die Durchführung von Personalbelehrungen sowie die korrekte Umsetzung allgemeiner gewerberechtlicher Vorschriften wird von der Gewerbeaufsicht bzw. der örtlichen Lebensmittelüberwachungsbehörde unangemeldet kontrolliert. Sämtliche zur Nachvollziehbarkeit nötigen Geschäftsunterlagen wie Lieferscheine sowie die Dokumentation der Eigenkontrolle müssen zur jederzeitigen Einsichtnahme bereitgehalten werden. Die Häufigkeit dieser Kontrollen richtet sich in Deutschland nach der Einschätzung der Gefährdungslage, durchschnittlich finden sie einmal jährlich statt. Im Sinne eines erweiterten Verbraucherschutzes wird hier zunehmend eine Veröffentlichung solcher Kontrollergebnisse gefordert.

### Jugendschutz
Das Jugendschutzgesetz regelt Abgabeverbote für Alkohol und Tabakerzeugnisse an Jugendliche. Ferner enthält es alters- und betriebsstättenbezogene Aufenthaltsverbote für verschiedene Altersgruppen, für deren Einhaltung und Überwachung der Betriebsleiter verantwortlich ist. Das Vorhandensein öffentlich zugänglicher Glücksspielautomaten kann zu weiterer Kontrollverpflichtung führen. Weiter besteht die Verpflichtung, eine aktuelle Fassung des JuSchG im Lokal auszuhängen, wobei die öffentlich und kostenlos verfügbare Textform genügt (§ 3 JuSchG).
Das Jugendarbeitsschutzgesetz enthält allgemeine Schutzvorschriften zur Beschäftigung von Jugendlichen, desgleichen das Ausbildungsrecht.

### Baurecht
Die bauliche Beschaffenheit des Betriebs ist im Bereich der Gastronomie besonderen Vorschriften unterworfen, während die allgemeinen Anforderungen an Gewerbebetriebe weiter bestehen. Oft existieren separate Gaststättenbauverordnungen. Die Vorschriften insgesamt können sich örtlich unterscheiden, betreffen aber immer Umfang und Ausstattung bereitzustellender Toilettenanlagen, Immissionsschutzmaßnahmen (hauptsächlich Lärm, Belüftung und Dunstabzug), Feuerschutzanlagen und deren Wartung, Rettungswege und deren Instandhaltung, Bereitstellung von Parkplätzen und die Installation von Werbeanlagen. Hinzu kommt die evtl. Sondernutzung öffentlicher Flächen für die Außengastronomie.
Die grundsätzlichen Erfordernisse werden meistens bei der Neuanlage einer Gaststätte geprüft und genießen nach Genehmigung einen gewissen Bestandsschutz, insbesondere im Zusammenhang mit dem jeweils geltenden Bebauungsplan. Der Erhalt der erforderlichen Betriebsbereitschaft vorgeschriebener Anlagen dagegen obliegt dem Betreiber und wird regelmäßig geprüft.

### Personal
Das Infektionsschutzgesetz regelt in § 42, § 43 IfSG Beschäftigungsverbote für Küchenpersonale, aber auch alle weiteren Personen, die mit „Lebensmitteln (…) in Berührung kommen“, soweit sie unter bestimmten ansteckenden Krankheiten leiden. Im Zweifel betreffen diese Vorschriften also alle Mitarbeiter, die Kundenkontakt haben. Dieser Personenkreis muss vor der Anstellung eine entsprechende Belehrung des Gesundheitsamtes oder eines befugten Arztes nachweisen können. Diese hat der Arbeitgeber jährlich zu erneuern und schriftlich zu dokumentieren. Die vor der Einführung des IfSG 2001 üblichen Gesundheitszeugnisse gelten unbeschränkt weiter (§ 77 IfSG).
Die ausländerrechtlichen Bestimmungen speziell im Arbeitsrecht werden in der Gastronomie besonders streng überwacht. Es existieren aber zahlreiche Sonderregelungen zur Arbeitserlaubnis für Saisonfachkräfte und Spezialitätenköche.

### Urheberrecht/GEMA
Betreffend der Wiedergabe von Musik-, Fernseh- oder Videodarbietungen sind die Bestimmungen des Urheberrechts und Rundfunkstaatsvertrags zu beachten. Besonders die GEMA und der Beitragsservice halten hier ein besonderes Augenmerk auf die Gastronomie. Eine Ton- und Bildwiedergabe im Rahmen besonderer Veranstaltungen kann auch kostenpflichtig sein, wenn sie in geschlossenen Gesellschaften erfolgt. Erstattungs- und beweispflichtig gegenüber den Verwertungsgesellschaften ist jedenfalls immer neben dem Veranstalter auch der Betreiber selbst.

### Arbeitsschutz und Betriebsverfassung
Die allgemeinen Vorschriften betreffend Arbeitsschutz und Betriebsverfassung sind zu beachten, wegen der besonderen Arbeitszeitverhältnisse existieren aber diverse Ausnahmeregelungen. Die breit gefächerten, allgemeinen Aushang- und Informationsverpflichtungen gegenüber der Belegschaft führen hier aber wegen der hohen Kontrolldichte immer wieder zu Beanstandungen.
Ob der Gesundheitsschutz der Arbeitnehmer wegen der hier bestehenden, alleinigen Gesetzgebungskompetenz zu bundeseinheitlichen Rauchverboten in der Gastronomie führen kann oder wird, ist derzeit offen.

### Ordnungsrecht/Sperrzeit
Die früher zum Schutz der Nachtruhe geltende allgemeine Sperrzeit ist mittlerweile in den meisten Bundesländern zugunsten einer verbleibenden Putzstunde zwischen 05:00 und 06:00 morgens aufgehoben worden. Umgekehrt zum früheren Verfahren, bei dem der Betreiber Ausnahmeregelungen beantragen musste, kann diese Freiheit aber durch die örtlichen Behörden aus Gründen des Lärmschutzes dauerhaft eingeschränkt werden.
Betreiber einer Gaststätte mussten bis März 2009 zudem Vor- und Familiennamen des Inhabers oder Pächters durch ein gut lesbares Schild an der Eingangstüre bekannt machen, § 15a GewO a.F.

## Schweiz
Das deutsche Gaststättenrecht findet in der Schweiz in den Gastgewerbegesetzen der Kantone sein Pendant, in deren Kompetenzbereich das Restaurationswesen liegt.